# Digression (Musik)
Digression (von lat. digressio, Abweichung) ist eine in der Musikwissenschaft bisweilen verwendete Bezeichnung für ein kurzes Musikstück, das vom üblichen Stil eines Komponisten abweicht oder in dem er verschiedene Stile verschmelzen lässt. Sie ist vor allem im Jazz oft vertreten.
Unter den Komponisten, die solche Digressionen oder Digressiones verfassten, befinden sich unter anderem Franz Cibulka, Franco Oppo und Lennie Tristano mit Warne Marsh auf der LP Intuition (1949).